# Вилхелм фон Вахтендонк
Вилхелм фон Вахтендонк/ Вилхелм фон Юлих-Гелдерн (на нидерландски: Willem van Gulik, Willem van Wachtendonk; на немски: Wilhelm von Jülich-Geldern; * 1394; † сл. 1439) е благородник от фамилията Юлих-Гелдерн, господар на Батенбург и на замък Вахтендонк в Северен Рейн-Вестфалия.
Той е незаконен син на херцог Райналд IV фон Юлих-Гелдерн († 1423) и Мария ван Бракел. На 13 декември 1416 г. той е признат за легитимен син чрез декрет на император Сигизмунд Люксембургски.
Баща му, Райналд IV фон Юлих-Гелдерн, му дава Батенбург и замък Вахнтендонк и той го продава през 1424 г. на Йохан ван Броекхуйзен († 1442), който построява в замъка капела.

## Фамилия
Вилхелм фон Гелдерн-Юлих се жени на 5 януари 1410 г. за Йохана ван Вахтендонк (1390 – 1415), дъщеря наследничка на Арнолд III ван Вахтендонк (* 1350) и Вилхелмина ван Бурен (1360 – 1390). Те имат една дъщеря:
- Арендие ван Гулик (* 1410), омъжена 1425 г. за Йохан ван Миддахтен (1385 – 1452).

Вилхелм фон Вахтендонк се жени втори път 1420 г. за Хермана фон Бронкхорст († сл. 1439), дъщеря на Гизберт фон Бронкхорст-Батенбург († 1429) и Маргарета фон Гемен († сл. 1412), дъщеря на Херман фон Гемен († сл. 1352/пр. 1399) и Герберга фон Анхолт-Цуилен († сл. 1399). Те имат децата:
- Хермана ван Вахтендонк († 1490), омъжена за Вилем Шайфарт ван Мероде († 1510)
- Маргарета ван Вахтендонк, омъжена за Зайне ван Броекхуизен ван Барлам
- Гизберт ван Гулик (* ок. 1420; † 23 ноември 1484), женен ок. 1448 г. за Мария ван Зомбрефе Керпен († ок. 1495), дъщеря на Вилем II ван Зомбрефе-Рекхайм (1395 – 1475) и Гертруда ван Зафенберг (1410 – 1445); баща на:
  - Вилем ван Вахтендонк († 1482 в битката при Билзен), ритмайстер, капитан